# Malgré-elles
Pour le téléfilm, voir Malgré-elles (téléfilm).
Les « malgré-elles » sont des femmes originaires d’Alsace et de Moselle sous occupation nazie lors de la Seconde Guerre mondiale, qui, à l’instar des « malgré-nous », ont été enrôlées de force dans différentes structures nazies durant la période de 1942 à 1945. Il y aurait eu environ quinze mille jeunes filles incorporées de force originaires d'Alsace-Moselle.

## Éléments historiques
Elles furent incorporées dans le RAD (Reichsarbeitsdienst ou service national du travail), dans le KHD (Kriegshilfsdienst ou service auxiliaire de guerre pour les femmes) et dans l'armée régulière allemande, la Wehrmacht. Ce fut également le cas de nombreuses femmes originaires de Belgique (cantons de l'Est et Pays d'Arlon) et du Luxembourg. Au gré des besoins en main d'œuvre du Reich, la période d'incorporation sous l'une ou l'autre forme passa de cinq mois (fin 1941) à plus de deux ans en 1945.
Ce terme de « Malgré-elles » est réfuté par nombre d'entre elles, parce que d'origine journalistique ; elles lui préfèrent le terme d’« incorporées de force ».
Leur situation a été longtemps ignorée : le gouvernement nazi ne souhaitait pas heurter l'opinion publique allemande et le soldat féminin ne s'accordait pas avec la vision nationale socialiste de la femme, il a donc tout fait pour minimiser le rôle joué par les incorporées de force au sein de l'armée. Ainsi, elles conservaient un statut d'auxiliaires non combattantes dans la Luftwaffe jusqu'en août 1944 alors qu'elles pouvaient être affectées comme Flakhelferinnen au sein de la défense anti-aérienne dès l'âge de 17 ans. Dépourvues de livret militaire, elles ne pouvaient pas fournir de preuve de leur enrôlement dans l'armée auprès de l'Office national des anciens combattants et victimes de guerre. Ce n'est que le 17 juillet 2008 qu'un accord d'indemnisation a été conclu entre Jean-Marie Bockel, alors secrétaire d'État aux anciens combattants et le président de la Fondation entente franco-allemande, gérante des fonds versés par les autorités allemandes, au titre de dédommagement moral aux Malgré-nous.

## Incorporation de départements au Reich
Lors de la signature de l'armistice du 22 juin 1940, les Nazis incorporèrent au Reich, sans aucun texte juridique, unilatéralement, les trois départements frontaliers (Bas-Rhin, Haut-Rhin et Moselle). Cette annexion n'avait aucun support juridique. En effet, à Compiègne, lors de la discussion des modalités de l'armistice, la question du devenir de ces territoires avait été délibérément écartée des négociations. Les nazis arguèrent les traditions linguistiques germaniques dans une grande partie de l'Alsace et de la Moselle ainsi que leur ancienne appartenance au Saint-Empire romain germanique et au deuxième empire allemand. En réalité, l'Alsace et la Moselle furent directement annexées de facto. C'est ce qu'on appela l'annexion de fait, c'est-à-dire reconnue par aucun traité international. La Moselle fut rattachée au Gau de Sarre-Palatinat, l'Alsace fut rattachée au Gau de Bade,
Une partie des populations, à la suite des opérations d'évacuation, avait quitté ces régions. Un grand nombre revint dans ses foyers, où elle fut immédiatement accueillie par des opérations de propagande signifiant la réintégration dans l'espace allemand.

## Le RAD au féminin
Le RAD ou Reichsarbeitsdienst est un service remontant à la fin de la première guerre mondiale.

Drapeau du RAD.

Ce qui était une entraide patriotique de la nation fut orienté autrement par les Nazis à leur avènement en 1933. Son installation en Alsace-Moselle dans le cadre de l'annexion de ces territoires violait les paragraphes 44 et 45 de la Convention de La Haye stipulant… « qu'il est interdit de contraindre la population d'un territoire occupé à prêter serment à une puissance ennemie ».

### Recrutement forcé
Il y a eu conscription forcée, les jeunes filles allaient être appelées au RAD de la même manière et aux mêmes dates que les garçons. L'incorporation au RAD débuta en février 1941, de façon volontaire en Alsace-Moselle. Une minorité se porta volontaire pour effectuer le RAD (on estime leur nombre à 3 000 jeunes femmes, soit 20 % de l'effectif mobilisé en Alsace-Moselle). Il s'agissait tantôt de binationaux nés d'un parent allemand, tantôt de nouveaux convertis à l'idéologie nazie, et finalement, à partir d'octobre 1942, avec l'instauration du KHD  en Alsace, d'opportunistes espérant prouver ainsi leur germanisation et briguer ainsi un poste de cheftaine dans le RAD qui leur épargnerait une future affectation dans les usines d'armement du Reich : occuper un poste de cheftaine donnait l'équivalent d'un grade de capitaine dans la Wehrmacht et valait KHD.
Les recrues féminines faisaient, en général, preuve de peu d'empressement, si bien que la conscription devint forcée. Quatre classes, années de naissance allant de 1923 à 1926, furent incorporées. Au total, le contingent de jeunes femmes sera de 15 000 entre 1941 et 1945 (âges s'échelonnant de 17 ans à 25 ans ou plus pour certaines).  Au moment des premiers conseils de révisions, certaines jeunes filles décident de quitter clandestinement l'Alsace. On assiste par ailleurs à une augmentation significative du nombre de mariages au printemps 1942 (autre motif d'exemption si la jeune mariée tombe rapidement enceinte). Des rébellions éclatèrent çà et là, réprimées sévèrement. Les familles, les voisins et amis des réfractaires subissaient une punition au nom de la « responsabilité du clan » (Sippenhaft), la peine pouvant aller jusqu'à la déportation de familles entières dans les territoires de l'Est à la germanisation et à la confiscation de leurs propriétés au profit de colons allemands originaires du Reich. Peu à peu beaucoup se résignèrent et rejoignirent le RAD, sans que l'intervention de la gendarmerie ne soit nécessaire. 
Tout comme les jeunes gens, les jeunes filles reçoivent à leur domicile un courrier recommandé contenant une convocation à un conseil de révision (die Musterung) où l'on vérifie leur aptitude physique, mentale et, l'Alsace-Moselle faisant partie des territoires frontaliers (Grenzeländer), l'aptitude raciale des conscrits (rassiche Tauglichkiet) selon les normes édictées par les anthropologues nazis. Les médecins du Reich vérifient la virginité de ces demoiselles jusqu'en juillet 1943. À cette date, une lettre circulaire du ministère de l'intérieur du Reich met fin à cette pratique. Les possibilités d'échapper à l'enrôlement sont limitées : alors que parmi les Allemandes du Reich (Autrichiennes et Sudètes comprises) on ne recense que 6 % d'une classe d'âge au moment de l'incorporation, les critères permettant d'échapper au RAD sont appliqués de façon beaucoup plus stricte en Alsace, à la demande du Gauleiter Wagner qui s'est promis de germaniser la région en cinq ans. Ainsi, certaines jeunes filles travaillant comme aide familiale dans la ferme de leurs parents, ayant un contrat d'apprentissage, mariées mais sans enfant ou pouvant être considérées comme soutien de familles nombreuses sont tout de même déclarées « aptes ».

### Exil des engagées de force
Les Nazis se sont vite rendu compte que beaucoup d'Alsaciens étaient, en fait, des opposants, les autorités du RAD les ont affectés à des camps très éloignés (Autriche, Pologne, Yougoslavie, Sudètes…), rendant les relations avec les familles plus difficiles. Les correspondances se faisaient par cartes postales facilitant la surveillance et la censure postale. Le nombre d'Alsaciennes présentes simultanément dans la même chambrée ne dépassait pas deux personnes et dans le même camp ne pouvait excéder six jeunes filles, afin de limiter le mauvais esprit.
Des emprisonnements, des sévices (passages à tabac), la retenue ou la destruction du courrier en provenance de la maison et des vexations contribuèrent à développer une résistance sourde gênant considérablement les desseins de la puissance occupante, allant jusqu'au développement de groupes de résistance.

### La vie au RAD

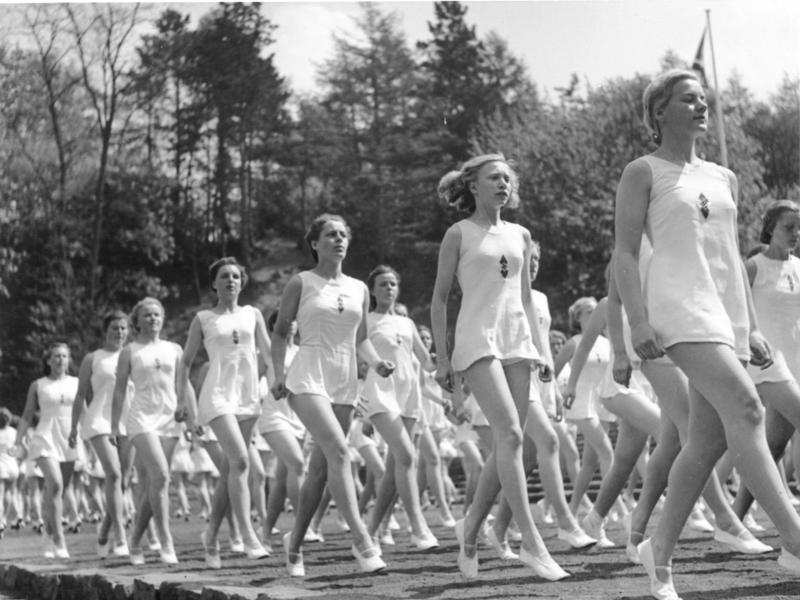
Des jeunes filles de la BDM faisant de la gymnastique en 1941.

Cette vie se déroulait, majoritairement, en camps (bâtiments auparavant désaffectés, foyers de jeunes, maisons de maîtres expulsés, baraquements). Quelques camps étaient situés en Alsace (Roeschwoog, Batzendorf, Cernay ou Oberlauterbach). 
La circulation des jeunes filles était contrôlée par un poste de sécurité et il y eut parfois des sentinelles armées.
Au milieu du camp, se trouvait la Fahnenplatz (un mât aux couleurs). C'est là que se faisait la prestation de serment à Hitler et au Reich pour les « Allemandes de souche », et sur le serment sur leur Germanité pour les « Allemandes des territoires annexés », telles que les alsaciennes, mosellanes ou les luxembourgeoises. Cette ségrégation était vécue comme une vexation supplémentaire. Celles qui refusaient de prêter serment étaient privées de la broche qu'elles devaient recevoir à la fin de la cérémonie, mais surtout privées de travail, une fois démobilisées.
Le RAD se divisait en deux phases : 
- le service à l'intérieur du camp (Innenendienst) concerne les débutantes auxquelles on réserve les tâches ménagères et corvées à l'intérieur du camp et qui sont soumises à la surveillance permanentes des cheftaines et à un endoctrinement intensif ;
- Après cet apprentissage et la prestation de serment qui a lieu trois semaines plus tard, les jeunes filles sont autorisées à travailler à l'extérieur du camp (Aussendienst).

La journée, sous l'autorité de la Cheftaine (Führerin) assistée par des aînées de chambrée qui avaient la responsabilité d'un groupe d'une dizaine de filles (Arbeitsmaid) se déroulait avec :
- lever à 6 h du matin,
- gymnastique,
- lever des couleurs (drapeau nazi),
- douche, rangements divers dans les chambres,
- petit déjeuner succinct,
- endoctrinement,
- départ pour le lieu de travail (au camp, dans une ferme, comme domestique dans une famille allemande, en hiver pour le déneigement des routes),
- retour vers 17 h,
- cours de politique (la lecture de Mein Kampf fait souvent partie des obligations[2])
- temps libre (rangement des chambrées, entretien du linge et des bicyclettes et courrier à la famille) et dîner vers 19 h,
- extinction des feux vers 22 h[2].

## Instauration du KHD (classes 1924-26)
À l'issue du RAD, la classe de 1923 fut démobilisée et autorisée à se présenter à l'Arbeitsamt de sa ville d'origine, où on lui proposait un emploi. Elles seront toutefois rappelées sous les drapeaux en novembre 1944, pour un enrôlement comme soldat dans la Luftwaffe.
Les jeunes femmes des classes 1924 et ultérieures n'en avaient pas fini avec le service nazi : à la suite du déclenchement de l'opération Barbarossa et au manque de combattants dans l'armée allemande, la majorité de ces jeunes filles est transférée au Kriegshilfdienst (Service des Auxiliaires de Guerre).

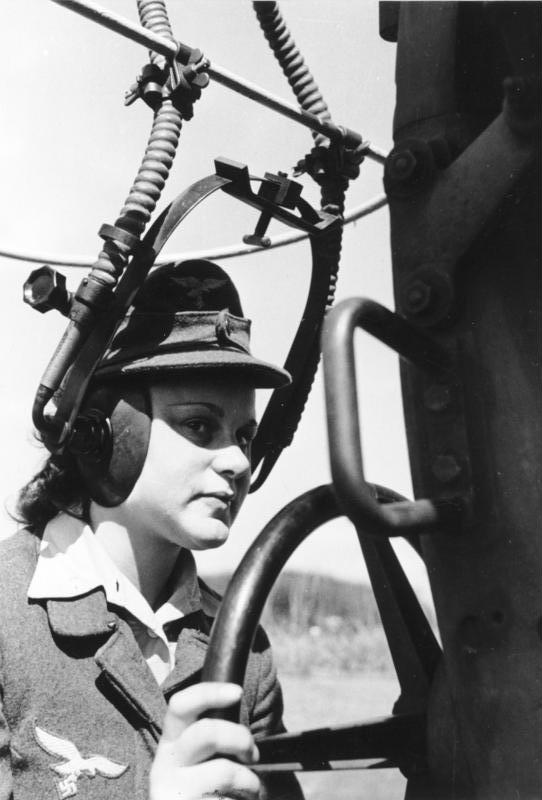
Assistante de la Luftwaffe postée à un détecteur acoustique.

Le tri se fait alors selon le niveau d'études et la connaissance de l'allemand de l'intéressée. Celle qui ne maîtrise pas l'allemand standard est envoyée dans les usines de fabrication de munitions pour une durée de 6 mois, puis un an, puis 14 mois, au fur et à mesure que les besoins en main d'œuvre du Reich augmentent. Les conditions de travail sont alors très dures, parfois dangereuses pour la santé quand il s'agit de manipuler du TNT et les jeunes filles connaissent alors un sort identique à celui des ouvriers du Service du Travail Obligatoire, avec lesquels il leur arrive de fraterniser malgré l'interdiction de fréquenter des étrangers. Les autres peuvent remplacer la main d'œuvre masculine allemande partie au front en travaillant dans des fermes ou des commerces, mais le plus souvent elles sont enrôlées dans la Wehrmacht, où elles n'ont toutefois pas le statut de combattantes avant août 1944. Les postes les plus redoutés sont ceux de Flakhelferin (Assistante de la DCA chargée de maneuvrer les projecteurs) et de Kriegsmarinehelferin (auxiliaire de la marine, synonyme d'exil vers la Mer du Nord ou l'Atlantique). 

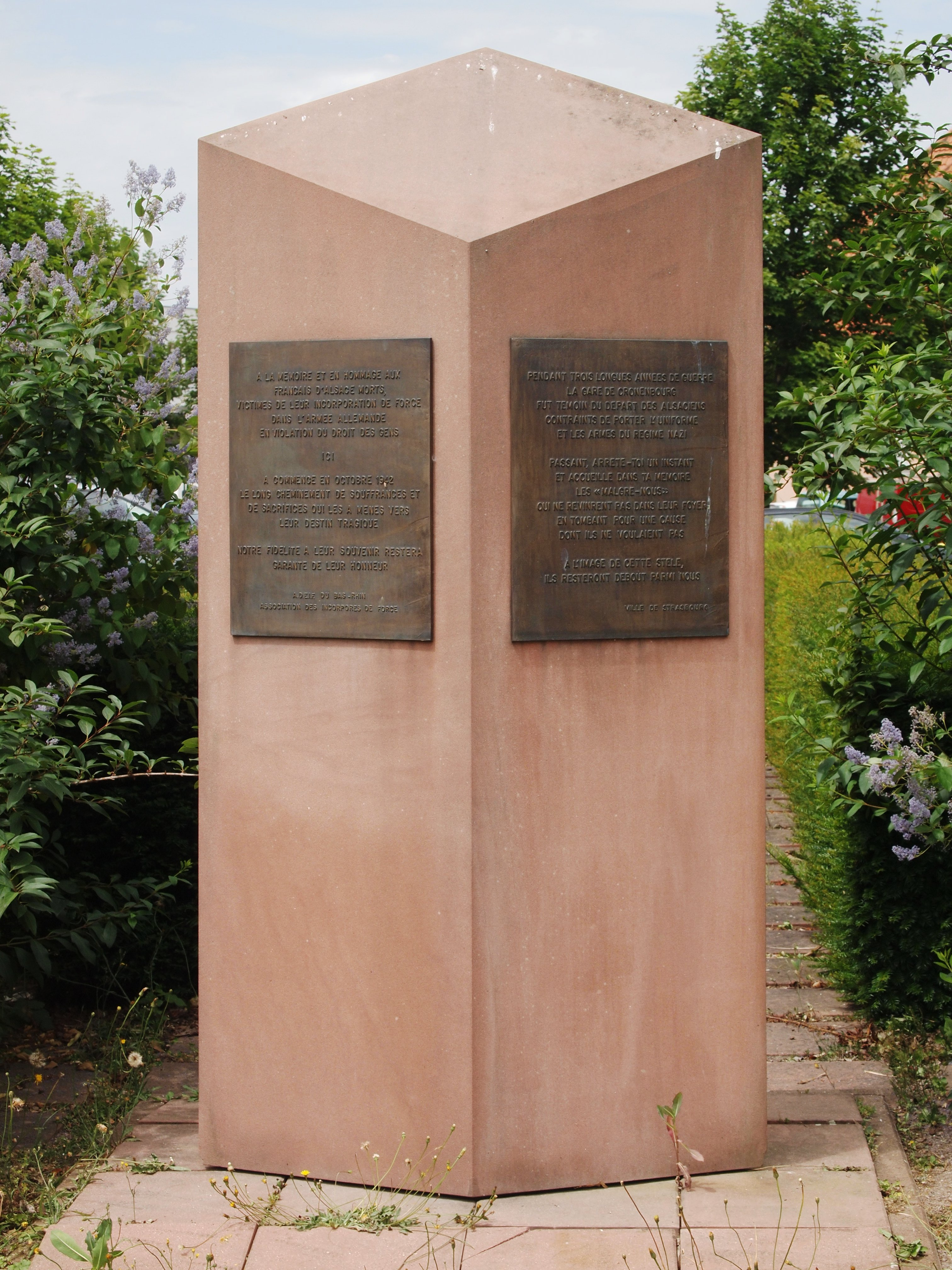
Stèle des Malgré-nous à la Gare de Strasbourg-Cronenbourg.

Après le débarquement de juin 1944, les mobilisations s'accélèrent : le régime nazi qui avait déjà rallongé les périodes d'astreinte rappelle les jeunes filles démobilisées sous les drapeaux, si bien que nombre d'entre elles servent dans les rangs de l'armée allemande alors que l'Alsace est en train d'être libérée. Les désertions se multiplient dans les rangs des incorporées de force. Celles qui sont capturées par les troupes alliées en rentrant chez elles et qui portent l'uniforme de l'armée allemande sont assimilées aux prisonnières de guerre allemandes. La dernière malgré-elle rentre chez elle en 1950.

## Séquelles
Durant le RAD féminin, les autorités nazies ne souhaitent pas gérer de grossesses ou simplement les périodes menstruelles des demoiselles qui les détournent de leur travail et du sport. On administre donc aux jeunes filles du bromure (sous forme de cachets ou d'injection dans la colonne vertébrale) qui provoque de nombreux effets secondaires (allant de la prise de poids à une stérilité définitive).
Le KHD, en fonction du lieu d'affectation pouvait s'avérer lui aussi très dangereux.

## Reconnaissance
Germaine Rohrbach, présidente de l’association des anciens du RAD/KHD s'est battue pour faire reconnaître les droits des incorporées de force. Elle a obtenu  en 2008  un accord d'indemnisation de 800 €  dont 5 800 Malgré-elle, reconnues  victimes de guerre,  ont pu bénéficier.  La reconnaissance de leur rôle dans la Wehrmacht a été tardif : bon nombre des malgré-elle n'étaient pas armées même si elles portaient un uniforme et servaient dans l'armée allemande.  Au-delà de la reconnaissance financière, c'est la reconnaissance morale qui importait.

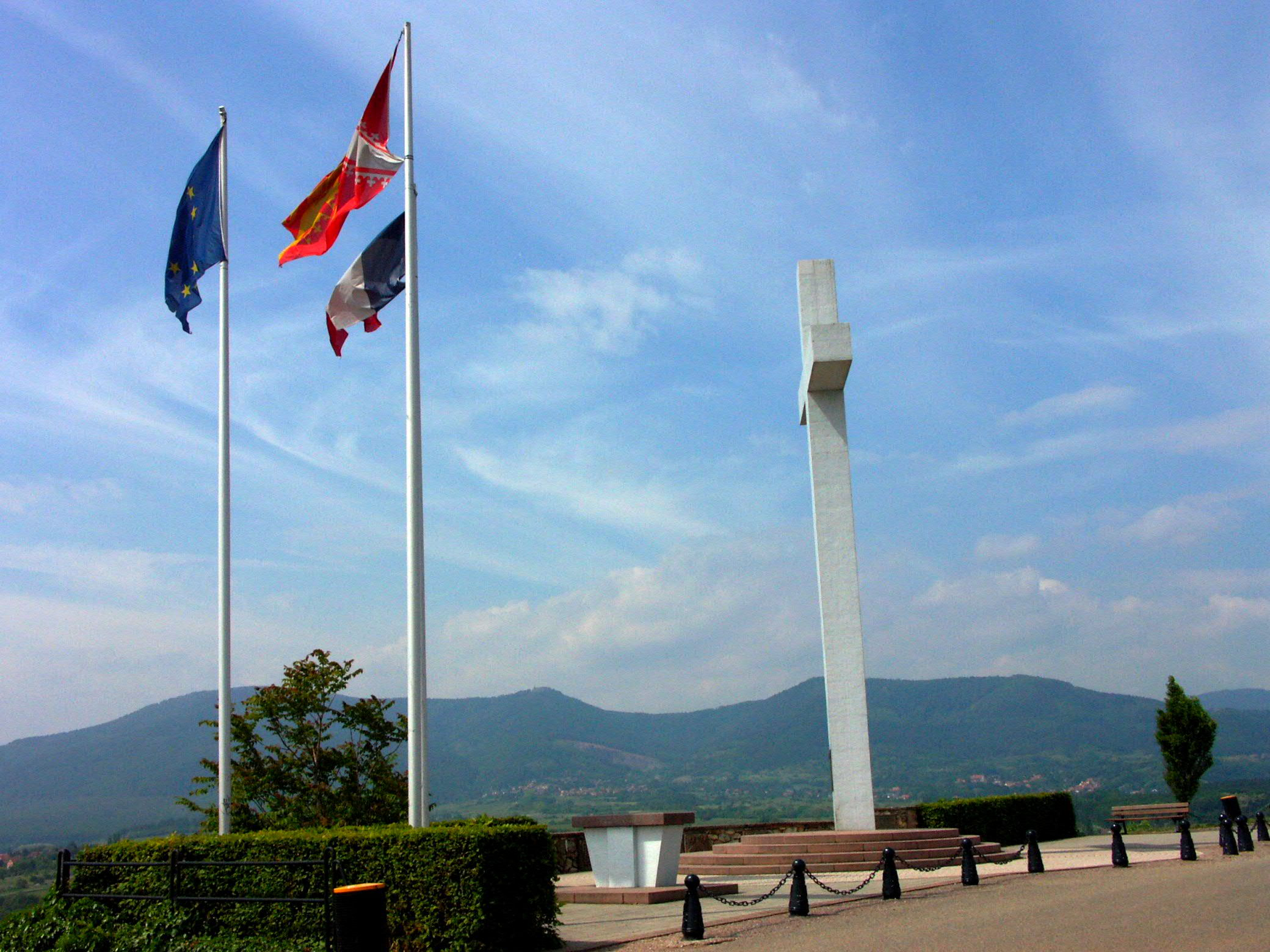
Monument en hommage aux Malgré-nous dans le canton d'Obernai (Bas-Rhin).

## Polémique autour d’un téléfilm de fiction
Le 9 octobre 2012, la chaîne de télévision France 3 diffuse en première partie de soirée un téléfilm de fiction réalisé par Denis Malleval intitulé Les Malgré-elles qui associe deux thèmes qui n’ont aucun rapport : l’incorporation de force et les Lebensborn.
La documentariste Nina Barbier à l’origine du documentaire de 2009 explique que « Pour des raisons d’évolution dramatique du récit, Alice et Lisette atterrissent là. C’est cohérent dans le film, mais contraire à la vérité historique. Je me suis battue contre la production et la chaîne, qui tenaient absolument à mélanger les deux faits. Les pouponnières de SS-Kinder n’ont rien à voir avec l’Alsace : elles ont été créées en Allemagne pour des Allemandes ! ».
Hélène Delale, la productrice qui a proposé le sujet à France 3, reconnaît : « L’argument de départ était de raconter la vie de ces très jeunes Alsaciennes, enrôlées dans l’effort de guerre allemand. Mais il y a malheureusement eu ce rapprochement parce que France Télévisions trouvait que le sujet des « malgré-elles » ressemblait trop à un récit de STO, et manquait de dramatisation et de rebondissements pour un téléfilm de 90 minutes. On a donc eu l’idée de mélanger deux histoires qui, historiquement, n’ont effectivement rien à voir ».